# Asia League Ice Hockey 2010/2011

Asia League Ice Hockey 2010/2011 var den åttonde säsongen av Asia League Ice Hockey. Totalt sju lag från tre länder deltog. 
Finalspelet ställdes in på grund av Jordbävningen vid Tohoku. Istället fick Tohoku Free Blades och Anyang Halla dela på mästerskapstiteln.

## Grundserien

### Tabell
Nedan ses slutställningen för grundserien.
|    | Lag                 | GP | W  | OTW | SOW | SOL | OTL | L  | GF  | GA  | Pts |
| -- | ------------------- | -- | -- | --- | --- | --- | --- | -- | --- | --- | --- |
| 1. | Oji Eagles          | 36 | 21 | 3   | 2   | 3   | 0   | 7  | 161 | 091 | 76  |
| 2. | Nippon Paper Cranes | 36 | 21 | 2   | 1   | 3   | 2   | 7  | 141 | 095 | 74  |
| 3. | Tohoku Free Blades  | 36 | 18 | 1   | 3   | 2   | 4   | 8  | 160 | 112 | 68  |
| 4. | Anyang Halla        | 36 | 17 | 4   | 2   | 1   | 3   | 9  | 130 | 094 | 67  |
| 5. | High1               | 36 | 15 | 1   | 1   | 0   | 2   | 17 | 131 | 112 | 51  |
| 6. | Nikko Ice Bucks     | 36 | 10 | 3   | 1   | 0   | 2   | 20 | 095 | 112 | 40  |
| 7. | China Dragon        | 36 | 0  | 0   | 0   | 1   | 1   | 34 | 046 | 248 | 2   |

### Poängligan
Nedan ses poängligan för grundserien.
|   | Spelare       | Lag                 | GP | G  | A  | P  | PIM |
| - | ------------- | ------------------- | -- | -- | -- | -- | --- |
| 1 | Go Tanaka     | Tohoku Free Blades  | 36 | 24 | 35 | 59 | 22  |
| 2 | Yosuke Kon    | Oji Eagles          | 36 | 12 | 45 | 57 | 46  |
| 3 | Cole Jarrett  | Tohoku Free Blades  | 34 | 18 | 33 | 51 | 89  |
| 4 | Daisuke Obara | Nippon Paper Cranes | 34 | 20 | 28 | 48 | 18  |
| 5 | Takeshi Saito | Oji Eagles          | 36 | 19 | 28 | 47 | 34  |

## Slutspelet

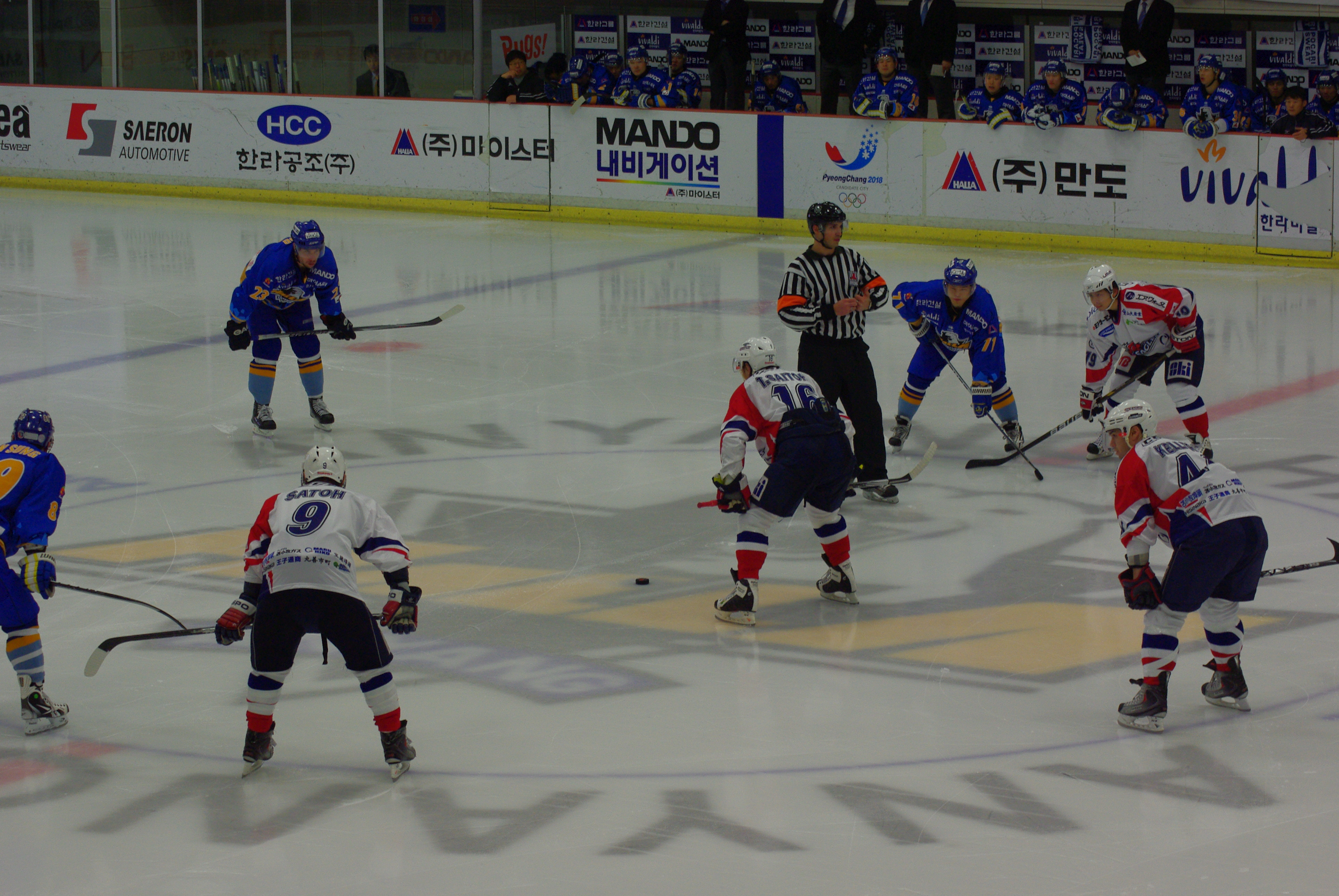
Anyang Halla besegrade Oji Eagles i den fjärde matchen av semifinalen säsongen 2010/2011 för avancemang till final; en final som aldrig spelades.

Slutspelsomgångarna avgjordes i bäst av fem matcher; nedan ses utgången.
|  | Semifinaler | Semifinaler         | Semifinaler |               |     | Final               | Final | Final |  |
|  |             |                     |             |               |     |                     |       |       |  |
|  | 2           | Nippon Paper Cranes | 1           |               |     |                     |       |       |  |
|  | 2           | Nippon Paper Cranes | 1           |               |     |                     |       |       |  |
|  | 3           | Tohoku Free Blades  | 3           |               |     |                     |       |       |  |
|  | 3           | Tohoku Free Blades  | 3           |               | 3   | Tohoku Free Bladesa | n/a   |       |  |
|  |             |                     |             |               | 3   | Tohoku Free Bladesa | n/a   |       |  |
|  |             |                     | 4           | Anyang Hallaa | n/a |                     |       |       |  |
|  | 1           | Oji Eagles          | 4           | Anyang Hallaa | n/a | 1                   |       |       |  |
|  | 1           | Oji Eagles          |             |               |     |                     |       |       |  |
|  | 4           | Anyang Halla        | 3           |               |     |                     |       |       |  |

[a] Finalspelet ställdes in säsongen 2010/2011 på grund av Jordbävningen vid Tohoku och istället fick Tohoku Free Blades och Anyang Halla dela på mästerskapstiteln. 